# Vidua larvaticola
Il combassù o combassou barka, noto anche come vedova barka (Vidua larvaticola Payne, 1960), è un uccello passeriforme della famiglia Viduidae.

## Etimologia
Il nome scientifico della specie, larvaticola, deriva dall'unione delle parole latine larvata (dal nome scientifico dell'amaranto mascherato, Lagonosticta larvata) + colere ("abitare"), in riferimento alle abitudini riproduttive di questi uccelli: il loro nome comune, invece, deriva dall'hausa ed è una forma di benvenuto.

## Descrizione

### Dimensioni
Misura 10–11 cm di lunghezza, per 12-14 g di peso.

### Aspetto
Si tratta di uccelli dall'aspetto slanciato, muniti di testa arrotondata, becco forte e conico, ali appuntite e coda dalla punta squadrata: nel complesso, il combassù purpureo è molto simile al combassù del Senegal, dal quale differisce per le tonalità metalliche di diverso colore dei maschi.
Il dimorfismo sessuale è ben evidente, in particolar modo durante il periodo degli amori: i maschi, infatti, sono di colore nero lucido su tutto il corpo, più opaco su remiganti e coda (dove si presenta di colore bruno-dorato) e con presenza di riflessi metallici di colore verde-azzurro chiaro, particolarmente evidenti su dorso e area ventrale, mentre sui fianchi è presente una macchia bianca visibile solo quando l'animale spiega le ali.

Le femmine, invece, mancano completamente del nero nella livrea, con piumaggio tendente al bruno dorsalmente (con ali e coda più scure) e al grigio-biancastro ventralmente, con testa munita di fronte, vertice, nuca e di una banda che va dalla tempia al lato del collo di colore bruno scuro e di sopracciglio bianco-grigiastro.

In ambedue i sessi il becco è di colore bianco-grigiastro, gli occhi sono di color bruno scuro e le zampe sono carnicino-rosate.

## Biologia
Si tratta di uccelli diurni, che si aggregano in stormi misti con varie specie di estrildidi e ploceidi, coprendo anche buone distanze alla ricerca di acqua e cibo e ritirandosi all'imbrunire in posatoi ben nascosti fra il fogliame per passare la notte.

### Alimentazione
Questi uccelli mostrano dieta essenzialmente granivora, la cui dieta è composta in massima parte da semi di piante erbacee che vengono rinvenuti principalmente al suolo, ma comprende in misura assai minore anche altri alimenti di origine vegetale (piccole bacche e frutti, germogli e foglioline tenere), oltre che cibi di origine animale quali insetti ed altri piccoli invertebrati.

### Riproduzione
La stagione riproduttiva coincide con la fase finale della stagione delle piogge e con quella delle specie bersaglio, estendendosi da agosto a ottobre: questi combassù mostrano infatti parassitismo di cova nei confronti dell'amaranto mascherato.
I maschi corteggiano le femmine con parate anche elaborate, che comprendono richiami squittenti ed arruffamento delle penne: dopo l'accoppiamento esse depongono di nascosto all'interno dei nidi delle specie parassitate 2-4 uova, per poi allontanarsi.

I pulli schiudono dopo circa due settimane dalla deposizione: essi nascono ciechi ed implumi, e presentano caruncole ai lati della bocca e disegno golare identici a quelli dei nidiacei di bengalino, risultando quindi da essi indistinguibili. I pulli coabitano coi loro fratellastri, seguendo il loro ciclo di crescita (involo a tre settimane dalla schiusa, indipendenza a un mese e mezzo di vita) e spesso condividendo con la propria famiglia adottiva anche lo stormo di appartenenza.

## Distribuzione e habitat
Con areale discontinuo la specie occupa un territorio che comprende Guinea-Bissau, area di confine fra Costa d'Avorio e Ghana settentrionali, Benin, Togo, Nigeria centrale e sud-orientale, area di confine fra Camerun, Ciad e Repubblica Centrafricana, Darfur e area di confine fra Sudan del Sud, Sudan ed Etiopia. L'areale della specie non è ancora stato definito con chiarezza, in quanto essa è facilmente confondibile con altre, in particolare con V. camerunensis: ad esempio, le popolazioni centrafricane e orientali di combassù barka venivano in passato considerate come popolazioni proprio di combassù del Camerun.
L'habitat di questi uccelli è rappresentato dalle aree prative e cespugliose nei pressi di corsi d'acqua e dalla savana con presenza sparsa di macchie alberate, sempre con presenza di fonti d'acqua dolce nelle vicinanze: è possibile osservare questa specie anche nelle piantagioni.